# NGC 3729
NGC 3729 est une galaxie spirale barrée située dans la constellation de la Grande Ourse. NGC 3729 a été découverte par l'astronome germano-britannique William Herschel en 1789.

## Caractéristiques
La classe de luminosité de NGC 3729 est I et elle présente une large raie HI.

### Distance
Sa vitesse par rapport au fond diffus cosmologique est de 1 244 ± 13 km/s, ce qui correspond à une distance de Hubble de 18,4 ± 1,3 Mpc (∼60 millions d'al).
À ce jour, sept mesures non basées sur le décalage vers le rouge (redshift) donnent une distance de 20,157 ± 1,477 Mpc (∼65,7 millions d'al), ce qui est à l'intérieur des valeurs de la distance de Hubble.

## Trou noir supermassif
Selon un article basé sur les mesures de luminosité de la bande K de l'infrarouge proche du bulbe de NGC 3729, on obtient une valeur de 106,6 {\displaystyle M_{\odot }} (4,0 millions de masses solaires) pour le trou noir supermassif qui s'y trouve.

## Supernova dans NGC 3729
Depuis 1973, six supernovas ont été observées dans cette galaxie : 1973R, 1989B, 1997bs, 2007bb, 2009hd et 2009ih.

## Groupe de NGC 3631
Selon un article de A.M. Garcia paru en 1993, NGC 3729 fait partie du groupe de NGC 3631. Ce groupe de galaxies comprend au moins 10 galaxies. Les autres galaxies du groupe sont NGC 3631, NGC 3657, NGC 3718, NGC 3913, NGC 3972, NGC 3998, UGC 6251, UGC 6446 et UGC 6816. Abraham Mahtessian mentionne aussi l'existence de ce groupe, mais il n'y figure que 5 galaxies, soit NGC 3631, NGC 3657, NGC 3718, NGC 3729 et UGC 6446 qui est notée 1123+5401 pour CGCG 1123.8+5401 dans son article. Les trois autres galaxies (NGC 3913, NGC 3972 et NGC 3998) figurent dans un autre groupe cité par Mahthesian, soit le groupe de M101.
Les galaxies NGC 3718 et NGC 3729 de ce groupe constituent une paire en interaction gravitationnelle.
Les groupes de NGC 3631 et de M101 font partie de l'amas de la Grande Ourse, l'un des amas galactiques du superamas de la Vierge.

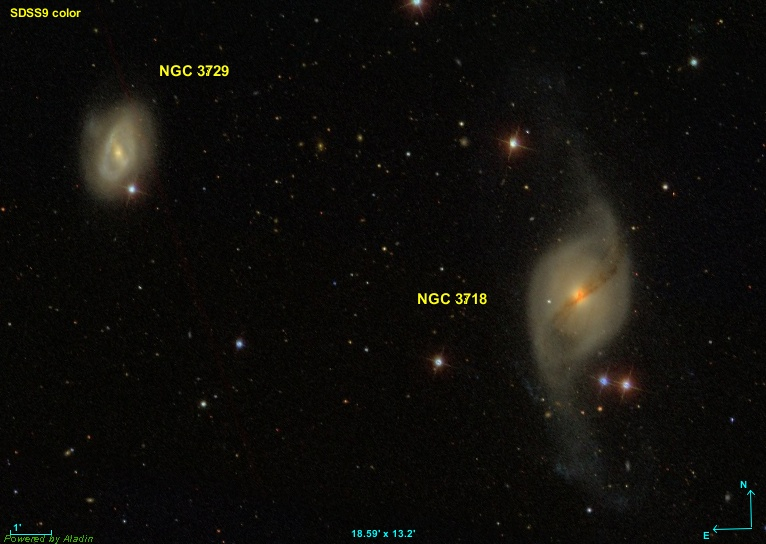
La paire de galaxies NGC 3718 et NGC 3729.